# 雷蒙德·布尔

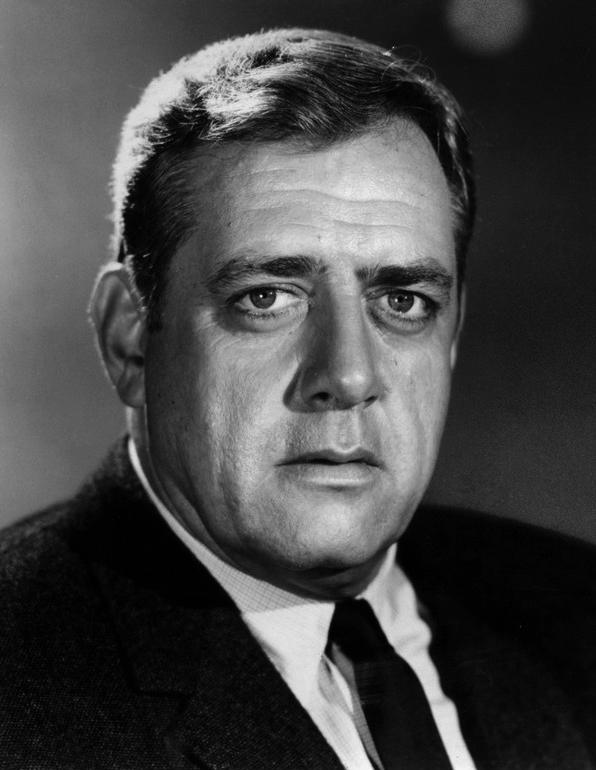
雷蒙德·布尔

雷蒙德·布尔（1917年5月21日 – 1993年9月12日）是一位加拿大演员，曾在亞弗列·希治閣執導的電影後窗中饰演犯罪嫌疑人。1959年和1961 年，他凭借自己飾演的佩瑞·梅森一角获得艾美奖。1993年，雷蒙德·布尔因肝癌去世。 